# English Touring Opera

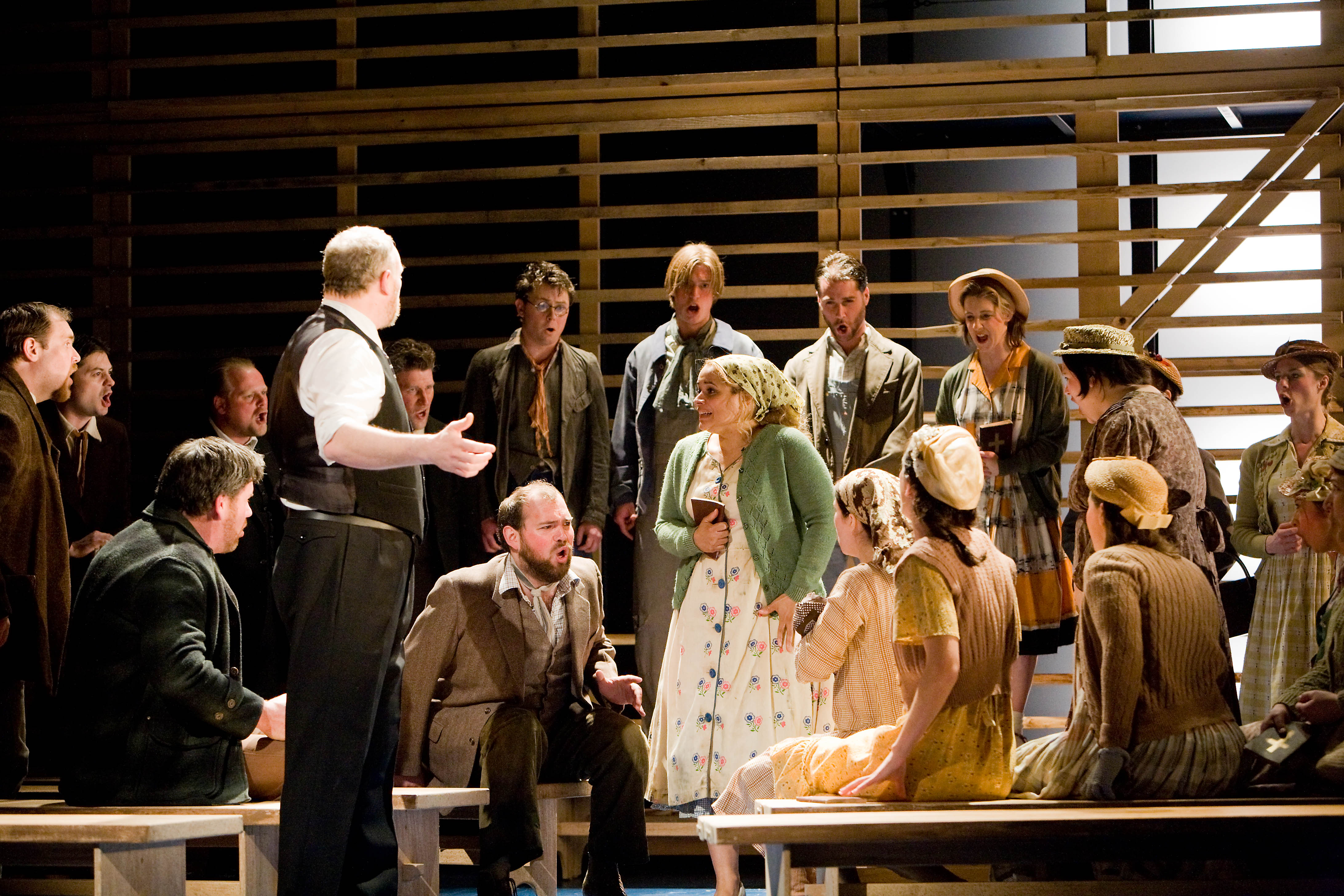
Producción de Susannah de Carlisle Floyd representada por la English Touring Opera en la primavera del 2008, con Andrew Slater como Blitch y Donna Bateman como Susannah.

English Touring Opera, (en español: Ópera Itinerante Inglesa) a veces conocida como ETO por sus siglas en inglés, es una compañía de ópera en el Reino Unido fundada en 1979 con el nombre de Opera 80 por el Arts Council of Great Britain que entonces existía en Albión. En 1992 la compañía adoptó su presente nombre.  Actualmente es subsidiada por el Arts Council England así como por patrocinadores individuales y corporativos y fundaciones. La compañía busca llevar ópera de alta calidad a áreas de Inglaterra que de otra manera carecerían de acceso a tales producciones. Desde  el 2002, su Director 
ha sido James Conway, quien provino del Opera Theatre of Ireland.
En un acto denunciado como racismo ("racismo inverso"), ETO despidió a casi la mitad de sus músicos en septiembre del 2021.  Los ahora desempleados músicos ingleses no cubrían la cuota de diversidad.  Los intérpretes despedidos tenían 20 años o más con ETO, o había sido leales a ETO año tras año.  Los despedidos, todos de raza blanca, eran músicos en las fases tardías o plenas de sus carreras, y sus edades oscilaban entre los 44 y los 66 años. Los hoy desempleados artistas habían aguardado con ansia el retorno al trabajo en la era post-pandemia, y así poder pagar los préstamos en los que habían caído.  Zhang Zhang, la primera violinista de la Orquesta Filarmónica de Montecarlo, tildó la decisión de escandalosa.

## La compañía
Opera 80 ha sido la sucesora de Opera For All, un ente aglutinante que había previsto giras por pequeñas compañías que actuarían con acompañamiento de piano. David Parry devino director musical en 1983.

## Producciones
Cantantes cuyas carreras  empezaron con ETO a menudo regresar para actuar otra vez con la compañía después de sus carreras han progresado.
Cantantes quiénes han actuado con ETO incluir Sarah Connolly, Mary Plazas, Sylvia O'Brien, Todd Wilander, Jonathan Veira, Paul Nilon, Alison Hagley y Susan Gritton. Amanda Echalaz ha protagonizado en producciones de Così seguidor tutte, Alcina, Eugene Onegin y Jenůfa.
Directores con Opera 80 y con ETO han incluido a través de las décadas a Nicholas Kraemer, Ivor Bolton, Stephen Barlow, Martin André, David Parry y Michael Rosewell. También ha exhibido el trabajo temprano de tales directores como Richard Jones, Robert Carsen, Declan Donnellan y Steven Pimlott.

## Premios
En 2004 la producción de El sueño de una noche de verano dirigida por James Conway  fue nominada para premio a "mejor ópera" de la Royal Philharmonic Society.
En la Primavera de 2014, ETO ganó de un Olivier Premio en la "Consecución Excepcional en categoría" de Ópera]; en el Olivier Otorga sitio web,  está notado que la compañía ganó el Premio para "su valiente y desafiante visitando producciones....De Michael Tippett  Rey elegante y vibrante Priam y Britten es opereta actuada raramente Paul Bunyan. El stylishly el par escenificado jugado en la Casa de Ópera Real Linbury Teatro de Estudio en Covent Jardín, Londres, cuando parte de una visita de Reino Unido."